# Zdravstveni dom Ljubljana Center
Zdravstveni dom Ljubljana Center je zdravstveni zavod, ki deluje v okviru Zdravstvenega doma Ljubljana. Nahaja se na Metelkovi v Ljubljani.
V sklopu zavoda delujejo tudi izpostave:
- na Kotnikovi 36
- Aškerčevi 4
- na osnovnih šolah (zobozdravstvo mladine)
- na RTV Slovenija (zobozdravstvo odraslih)	in
- Dom starejših občanov Ljubljana